# Chulitna (Susitna)
Pour les articles homonymes, voir Chulitna.
La rivière Chulitna est un cours d'eau d'Alaska, aux États-Unis, situé dans le borough de Matanuska-Susitna. C'est un affluent du Susitna.

## Description
Longue de 70 milles (113 km), elle est formée par la jonction des rivières  Middle et d'East Fork et coule en direction du sud-ouest pour se jeter dans le Susitna à 1,5 milles (2 km) au nord-ouest de Talkeetna.
Son nom indien a été référencé en 1898 par H. Eldridge et R. Muldrow de l'Institut d'études géologiques des États-Unis.

## Affluent
- Tokositna

## Sources
- (en) « Chulitna (Susitna) », Geographic Names Information System